# Derodontus unidentatus
Derodontus unidentatus är en skalbaggsart som beskrevs av Lawrence 1979. Derodontus unidentatus ingår i släktet Derodontus och familjen barrlusbaggar. Inga underarter finns listade i Catalogue of Life.